# Wybory do Parlamentu Europejskiego w Chorwacji w 2013 roku
Wybory do Parlamentu Europejskiego VII kadencji w Chorwacji zostały przeprowadzone 14 kwietnia 2013. W ich wyniku zostało wybranych 12 eurodeputowanych. Wybory zakończyły się zwycięstwem opozycyjnej centroprawicy skupionej wokół Chorwackiej Wspólnoty Demokratycznej, która nieznacznie pokonała rządzącą centrolewicę. Były to pierwsze w historii Chorwacji wybory do PE, związane z uzyskaniem pełnego członkostwa w Unii Europejskiej z dniem 1 lipca 2013.

## Wyniki
| Lista wyborcza                                                  | Głosy     | %     | Mandaty |
| --------------------------------------------------------------- | --------- | ----- | ------- |
| Chorwacka Wspólnota Demokratyczna i koalicjanci (w tym HSP AS)  | 243 654   | 32,86 | 6       |
| Socjaldemokratyczna Partia Chorwacji, HNS, HSU                  | 237 778   | 32,07 | 5       |
| Chorwaccy Laburzyści – Partia Pracy                             | 42 750    | 5,77  | 1       |
| Chorwacka Partia Chłopska i Chorwacka Partia Socjalliberalna    | 28 646    | 3,86  | 0       |
| Lista wyborcza – Ivan Jakovčić                                  | 28 445    | 3,84  | 0       |
| Chorwacki Demokratyczny Sojusz Slawonii i Baranji i koalicjanci | 22 328    | 3,01  | 0       |
| Dąb – Ruch na rzecz Powodzenia Chorwacji                        | 18 893    | 2,55  | 0       |
| Akcja Młodych                                                   | 11 068    | 1,49  | 0       |
| Partia Emerytów                                                 | 10 947    | 1,48  | 0       |
| Chorwacka Partia Prawa                                          | 10 317    | 1,39  | 0       |
| Zieloni Razem                                                   | 8599      | 1,16  | 0       |
| Partia Piratów Chorwacji                                        | 8345      | 1,13  | 0       |
| 16 pozostałych list wyborczych                                  | 69 638    | 9,39  | 0       |
| Głosy nieważne i puste                                          | 39 572    | –     | –       |
| Razem                                                           | 780 980   | 100   | 12      |
| Uprawnieni do głosowania/frekwencja                             | 3 748 815 | 20,84 | –       |
| Źródło: Državno izborno povjerenstvo                            |           |       |         |